# 圣希利斯
圣希利斯（荷蘭語發音：[sɪnt ˈxɪlɪs] ⓘ），法语名圣吉勒（法語：Saint-Gilles，法語發音：[sɛ̃ ʒil] ⓘ），是比利时布鲁塞尔首都大区的一个市镇，属于比利时法语社群和弗拉芒社群，法语和荷蘭語均为官方语言（但法语使用者居多），面积2.52平方千米，人口49,678人（2020年1月1日）。该地以比甲聯賽球队聖基萊斯聯而闻名。

## 人物
- 维克多·奥塔（Victor Horta）
- 保罗-亨利·斯巴克（Paul-Henri Spaak）
- 保罗·德尔沃（Paul Delvaux）